# 크라스니 프로스펙트역
크라스니 프로스펙트 역(러시아어: Красный проспект)은 러시아 노보시비르스크주 노보시비르스크에 있는 노보시비르스크 지하철 레닌스카야 선의 역이다. 1986년 1월 7일에 개통되었다.

## 환승
크라스니 프로스펙트 역에서는 제르진스카야 선의 시비르스카야 역으로 갈아탈 수 있다.